# Forrai György (orvos)
Forrai György, születési nevén Friedmann György (Budapest, 1930. május 23. – Budapest, 2014. december 7.) orvos, címzetes főiskolai docens, a biológiai tudomány kandidátusa (1986).

## Élete
Friedmann Ödön (1896–1953) kereskedelmi utazó és Mocsári Margit (1905–1974) fiaként született zsidó családban. A második világháború idején, 1944 júliusában a korábbi otthonukból, a Váci út 34-ből (Klotild paloták) a Vörösmarty utca 59-be kellett költözniük. Középiskolai tanulmányait szülővárosában végezte. Sikeres felvételi vizsgát tett, s mind a Debreceni Tudományegyetem, mind a budapesti Pázmány Péter Tudományegyetem Orvostudományi Karára felvételt nyert. Családi okokból a budapesti egyetemet választotta. Orvostanhallgatóként részt vett a Kórélettani Intézet munkájában, illetve rendszeresen tartott előadásokat a Természettudományi Ismeretterjesztő Társulatnak egészségügyi témakörből közintézményekben és rendelőintézetekben. 1954. július 19-én summa cum laude minősítéssel a – korábbi orvostudományi karból létrejött – Budapesti Orvostudományi Egyetemen avatták orvosdoktorrá. Az ötödik évfolyam elvégzése után pályázatot adott be ún. szakosított hatodéves képzésre, csecsemő- és gyermekgyógyászatból és – a szokásostól eltérően – már három év után szakvizsgára bocsátották. Pályáját a II. sz. Gyermekklinikán kezdte, ahol 1963. november 1-jéig dolgozott az intézmény különböző osztályain. Éveken át vezette a klinika hematológiai laboratóriumának véralvadási részlegét és ennek révén tagja volt az első hazai gyermek szívsebészeti/belgyógyászati csoportnak, melyet Petényi Géza irányított és két szakmai úttörő, Littmann Imre szívsebész és Fonó Renée gyermekorvos-kardiológus egyetemi docens vezetett. A klinikán osztályvezető tanársegédként, két orvos-beosztottat irányítva, klinikai ügyeletvezető tanársegédi munkakört látott el. A klinika megbízott neonatológusaként ellátta a Bábaképző Intézet Újszülött Osztályának a felügyeletét is. Számos előadást tartott hazai és külföldi kongresszusokon. Megtanult angol, német és francia nyelven.
1963 novemberétől Zuglóban helyezkedett el körzeti gyermekorvosként (később szakfőorvosként) és ebben a beosztásában dolgozott 1995. december 31-ig. Körzeti orvosi állása mellett iskolaorvosként is tevékenykedett. Ebből a munkakörből elsőként, antropológiai és humángenetikai kutatásai alapján, tizenegy országban publikált saját közleményeit fölhasználva, angol nyelvű kandidátusi disszertációt készített, melynek a Magyar Tudományos Akadémián történt sikeres megvédése alapján, 1986-ban elnyerte a biológiai tudomány kandidátusa (később PhD) tudományos fokozatot.
Tíz éven keresztül különböző szaktárgyak előadója volt az Orvostovábbképző Intézet Egészségügyi Főiskolájának Védőnői Karán. Évente államvizsgáztatott, többször vizsgabizottsági elnök volt. A védőnőjelöltekből teameket képezve és azok kíséretében éveken át járta a dél-baranyai – többnyire romák által lakott – falvakat, s egyes antropológiai témákat a hallgatók szakdolgozati feladatnak kaptak meg. E munka eredménye lett az Orvosbiológiai tanulmányok a cigányságról című kötet (Forrai-Kollár-Tauszik, Szolnok, 1986). A Főiskolán végzett munkája elismeréseként az Egészségügyi Főiskola címzetes főiskolai docensnek nevezte ki.
1986-ban kezdte el orvosbiológiai, illetve kultúrtörténeti munkásságát. Közleményeinek száma megközelíti az 500-at. Tizenkét könyve jelent meg, melyek elsősorban az ókori idők „diagnosztikai” megfigyeléseire és „terápiás” kísérleteire fókuszálnak. 2011-ben elindította A Biblia az orvos szemével című sorozatát az Orvosi Hetilapban, melyért 2013-ban – életében második alkalommal – elnyerte a Markusovszky-díjat.
Tagja volt a Magyar Tudományos Akadémia köztestületének, az International Association of Human Biologists-nek, a Magyar Orvosok és Képzőművészek Körének. Részt vett az MTA Nagyszótárának szerkesztésében.

### Családja
Fiai Forrai Péter orvos és Forrai Gábor (1962, felesége Hámor Éva) radiológus, címzetes egyetemi tanár. Unokái Forrai Tamás és Forrai Ádám (1989).

## Művei
- Isonikotinsavhydrazid hatása patkányok hypophysis mellékvesekéreg rendszerére. Weisz Pállal, Gáti Tiborral. (Orvosi Hetilap, 1954, 51.)
- Thrombelastographiás vizsgálatok congenitális vitiumos hypernatraemiás gyermekeken. Fonó Renéevel, Miltényi Miklóssal és Büky Bélával. (Orvosi Hetilap, 1962, 7.)
- Thrombelastographia. Gerendás Mihállyal. (Orvosi Hetilap, 1965, 10.)
- Gehäuftes Vorkommen von Kamptodaktylie und Leinersche Krankheit in derselben Familie. (Wiener klinische Wochenschrift, 1965, 77)
- A kamptodaktyliáról, családi észlelés kapcsán. (Orvosi Hetilap, 1966, 10.)
- Dentinogenesis imperfecta hereditaria. Vadász Klárával. (Gyermekgyógyászat, 1967, 2.)
- Phenylthiocarbamid-ízlelőképesség vizsgálata budapesti gyermekpopulációban. Bánkövi Györggyel. (Orvosi Hetilap, 1967, 36.)
- „Hand clasping” és „arm folding” vizsgálata magyar gyermekpopulációban. Bánkövi Györggyel. (Biológiai Közlemények, 1968)
- Betaninuria vizsgálata budapesti gyermekpopulációban. Vágújfalvi Dezsővel, Bölcskey Péterrel. (Orvosi Hetilap, 1968, 33.)
- A betaninuria egyéni ingadozásának vizsgálata. Vágújfalvi Dezsővel, Lutter Andrásnéval és Bölcskey Péterrel. (Biológiai Közlemények, 1969)
- Ketonok iránti szaglóképesség vizsgálata budapesti populációban. Szabados Tamással, Sz. Papp Emőkével és Bánkövi Györggyel. (Orvosi Hetilap, 1970, 30.)
- Contribution to the methods of the „curling of the tongue”, a possible marker to the chromosome mapping. (Minerva Stomatologica, 1971, 20.)
- Összefügg-e a betaninuria vashiánnyal? Vágújfalvi Dezsővel, Lutter Andrásnéval, Benedek Emillel és Soós Gábornéval. (Gyermekgyógyászat, 1971, 1.)
- Kapcsolatok a PTC ízérzőképesség, egyes ételek kedvtelése és a cariesintenzitás között. Bánkövi Györggyel, Sebestyén Évával. (Biológia, 1974, 2)
- A „genetikai individualitásról” magyar gyermekcsoportokon végzett populációgenetikai vizsgálatok alapján. Bánkövi Györggyel. (Anthropologiai Közlemények, 1975, 19.)
- Jákob és Lábán: a genetika felhasználása a biblikus korban. In: Scheiber Sándor (szerk.): Évkönyv - Magyar Izraeliták Országos Képviselete, 1975-1976. Budapest, 1976
- Noé, avagy az albinizmus legendája. In: Scheiber Sándor (szerk.): Évkönyv - Magyar Izraeliták Országos Képviselete, 1977-1978. Budapest, 1978
- Egy- és kétpetéjű ikrek elkülönítése egy új hangtani eljárás segítségével. Gordos Gézával. (Kísérletes Orvostudomány, 1982, 34.)
- „Hapci-ikrek" (Egypetéjű ikerpár tüsszentő rohamai). Antal Jánossal, Balogh Attilával. (Gyermekgyógyászat, 1982, 3.)
- Estimation of zinc and other trace elements in the nails of Hungarian adult twin pairs by neutron activation analysis. Társszerzők: K. Kasparek, S. Salamon. (Acta Biochimica et Biophysica Sinica, 1984, 3–4.)
- PTC ízérzőképesség és ételválasztás magyarországi cigány lakosságban. Kollár Józseffel, Tauszik Tamással. Orvos-biológiai tanulmányok a ciányságól. Szolnok, 1986
- Romano-Ward syndrome in a Biblic/Talmudic family. (Koroth, Jerusalem, 1986, 9.)
- We are all in the blue. (Koroth, Jerusalem, 1988, 9.)

### Könyvei
- Miért lesték meg Zsuzsánnát a vének? Medicina Könyvkiadó, Budapest, 1986
- Ádám valódi Éva nélkül. Magánkiadás. 1987
- Édes élet az ezredfordulón. Budapest, 1988
- Eszter királyi ágyban. Budapest, 1990
- Dávid király, a lányok kedvence. Uránusz Kiadó, Budapest, 1998
- Elraboltam Kleopátrát. Uránusz Kiadó, Budapest, 1998
- Édes élet az ezredfordulón. Uránusz Kiadó, Budapest, 1998
- Meztelenül az édenkertben. Uránusz Kiadó, Budapest, 1998
- Gyógyítások könyve – Lehet-e orvosi lexikon a Biblia? Athenaeum, 2000 és Makkabi Kiadó, Budapest, 2003
- Örömlányok a Bibliában és más érdekességek. Uránusz Kiadó, Budapest, 2005
- Császár és őfelsége ruha nélkül. Uránusz Kiadó, Budapest, 2005
- Orvosszemmel a képtárakban. Medicina Könyvkiadó Zrt., Budapest, 2011
- Az orvos nyomoz – Miben haltak meg a halhatatlanok? Józsa Lászlóval. Argumentum Kiadó és Nyomda Kft., 2014

## Díjai, elismerései
- Markusovszky-díj (1968, 2013)[5]

## Származása
| Forrai György (szül. Friedmann György) (Budapest, 1930. május 23.– Budapest, 2014. december 7.) orvos | Apja: Forrai Ödön (szül. Friedmann Ödön) (Budapest, 1896. szept. 23.– Budapest, 1953. szept. 17.) kereskedelmi utazó | Apai nagyapja: Friedmann Jónás (Fancsal, 1870. dec. 25.– Budapest, 1932. jan. 11.) kereskedősegéd      | Apai nagyapai dédapja: Friedmann Samu                                                                              |
| Forrai György (szül. Friedmann György) (Budapest, 1930. május 23.– Budapest, 2014. december 7.) orvos | Apja: Forrai Ödön (szül. Friedmann Ödön) (Budapest, 1896. szept. 23.– Budapest, 1953. szept. 17.) kereskedelmi utazó | Apai nagyapja: Friedmann Jónás (Fancsal, 1870. dec. 25.– Budapest, 1932. jan. 11.) kereskedősegéd      | Apai nagyapai dédanyja: Berkovits Hani                                                                             |
| Forrai György (szül. Friedmann György) (Budapest, 1930. május 23.– Budapest, 2014. december 7.) orvos | Apja: Forrai Ödön (szül. Friedmann Ödön) (Budapest, 1896. szept. 23.– Budapest, 1953. szept. 17.) kereskedelmi utazó | Apai nagyanyja: Klein Katalin (Tejfalu, 1868. aug. 2.– Budapest, 1948. márc. 30.) varrónő              | Apai nagyanyai dédapja: Klein Fülöp                                                                                |
| Forrai György (szül. Friedmann György) (Budapest, 1930. május 23.– Budapest, 2014. december 7.) orvos | Apja: Forrai Ödön (szül. Friedmann Ödön) (Budapest, 1896. szept. 23.– Budapest, 1953. szept. 17.) kereskedelmi utazó | Apai nagyanyja: Klein Katalin (Tejfalu, 1868. aug. 2.– Budapest, 1948. márc. 30.) varrónő              | Apai nagyanyai dédanyja: Steiner Száli                                                                             |
| Forrai György (szül. Friedmann György) (Budapest, 1930. május 23.– Budapest, 2014. december 7.) orvos | Anyja: Mocsári Margit (Budapest, 1905. máj. 7.– Budapest, 1974. okt. 17.)                                            | Anyai nagyapja: Mocsári Imre (1884-ig Schlesinger Imre) (Győr, 1879. aug. 11.– 1974.) műasztalos segéd | Anyai nagyapai dédapja: Mocsári Manó (1884-ig Schlesinger Manó) (Győrsziget, 1831– 1896. jan. 13.) gabonakereskedő |
| Forrai György (szül. Friedmann György) (Budapest, 1930. május 23.– Budapest, 2014. december 7.) orvos | Anyja: Mocsári Margit (Budapest, 1905. máj. 7.– Budapest, 1974. okt. 17.)                                            | Anyai nagyapja: Mocsári Imre (1884-ig Schlesinger Imre) (Győr, 1879. aug. 11.– 1974.) műasztalos segéd | Anyai nagyapai dédanyja: Neumann Zsófia (1842– Budapest, 1916. márc. 13.)                                          |
| Forrai György (szül. Friedmann György) (Budapest, 1930. május 23.– Budapest, 2014. december 7.) orvos | Anyja: Mocsári Margit (Budapest, 1905. máj. 7.– Budapest, 1974. okt. 17.)                                            | Anyai nagyanyja: Kohn Ilona (Veszprém, 1882. jan. 29.– Budapest, 1938. máj. 14.)                       | Anyai nagyanyai dédapja: Kohn Miksa rőföskereskedő                                                                 |
| Forrai György (szül. Friedmann György) (Budapest, 1930. május 23.– Budapest, 2014. december 7.) orvos | Anyja: Mocsári Margit (Budapest, 1905. máj. 7.– Budapest, 1974. okt. 17.)                                            | Anyai nagyanyja: Kohn Ilona (Veszprém, 1882. jan. 29.– Budapest, 1938. máj. 14.)                       | Anyai nagyanyai dédanyja: Rédel Hány                                                                               |